# Собкин, Владимир Самуилович
Влади́мир Самуи́лович Со́бкин (10 сентября 1948, Москва, СССР) — советский и российский психолог. Доктор психологических наук, профессор, академик РАО (2001). Руководитель Лаборатории «Центр социокультурных проблем современного образования» Федерального государственного бюджетного научное учреждения «Федеральный научный центр психологических и междисциплинарных исследований» (ФГБНУ «ФНЦПМИ»), Научный руководитель лаборатории социологических исследований в образовании Центра развития образования РАО. Лауреат премии Президента Российской Федерации в области образования (2002). Заслуженный деятель науки Российской Федерации (2008). Почетный работник общего образования (2003)

## Биография
Родился 10 сентября 1948 года в Москве в семье служащих. В 1966 году окончил школу № 315 г. Москвы.
В 1972 году окончил факультет психологии МГУ имени М. В. Ломоносова.
С 1972 по 1974 год служил в рядах Советской Армии.
С 1974 по 1990 год работал в НИИ Художественного воспитания АПН СССР сначала в должности младшего, а с 1986 года — старшего научного сотрудника в Лаборатории социологических исследований (1974—1983). В. С. Собкин принимал участие в проведении цикла социологических исследований, посвященных художественным интересам школьников. Им разработан ряд методик, направленные на диагностику уровня литературного развития учащихся, апробированные в массовых социологических опросах. 
В 1982 году В. С. Собкин защитил кандидатскую диссертацию по психологии на тему «Психологический анализ уровней литературного развития старшеклассников». 
В 1983 году В. С. Собкин перешёл в лабораторию «Воспитание школьников средствами кино и телевидения», руководил исследовательской группой по изучению отношения школьников к СМИ. Результаты работ были изложены в сборнике, вышедшем под его редакцией («Телевидение и школа: опыт социокультурного и психолого-педагогического анализа», 1989), и в статьях, опубликованных в различных журналах. 
В 1988—1990 годах параллельно с работой в НИИ ХВ АПН СССР, заместитель руководителя ВНИКА «Школа» при Госкомитете по науке и образованию СССР, руководил лабораторией педагогической социологии. С 1990 по 1992 год работал в Центре педагогических инноваций АПН СССР в должности заведующего лабораторией педагогической социологии, а с 1991 года — заместителя директора. В этот же период являлся Членом Коллегии Министерства образования РФ, Советником министра образования РФ. Находясь на этой должности, был организатором Республиканского Центра социологии образования при Министерстве образования РФ и руководил Социологической службой Министерства образования РФ. 
В 1993 году назначен на должность директора Центра социологии образования Российской академии образования (в 2008 году центр переименован в Институт социологии образования, директором которого В. С. Собкин являлся по 2015 год). С 1993 по 2003 год возглавлял Психологический факультет образовательного учреждения Высшая гуманитарная школа им. С. М. Дубнова. 
В 1997 году защитил докторскую диссертацию «Динамика ценностных ориентаций в старшем школьном возрасте», где были обобщены результаты проведенных им исследований по изучению типов социокультурного развития учащихся общеобразовательных школ, ПТУ и подростков с дефектами в развитии.
С 1999 по 2008 год Собкин В. С. осуществлял руководство (являлся председателем) Экспертного Совета по экспериментальной работе при Президиуме РАО. С 2010 года являлся председателем секции по этнопсихологии Российского психологического общества, с 2016 года по настоящее время председатель секции театральной педагогики и психологии РПО. 
С 2006 года Собкин В. С. является профессором Кафедры психологии личности факультета психологии Московского государственного университета (МГУ) им. М. В. Ломоносова.
С 2015 по 2022 год руководил Центром социологии образования в составе Института управления образованием РАО. 
С 2016 по 2020 год Собкин В. С. являлся также руководителем Информационно-аналитическим центра РАО, а с 2020 года по настоящее время — научным руководителем лаборатории социологических исследований в образовании Центра развития образования РАО. С 2021 года Собкин В. С. руководит Центром социокультурных проблем современного образования Психологического института РАО.
Является членом редсоветов журналов: Вопросы психического здоровья детей и подростков; Казанский педагогический журнал; Теоретическая и экспериментальная психология; Современное дошкольное образование; New ideas in child and educational psychology; Вестник МГУ. Серия 14: Психология; Национальный психологический журнал; Вопросы психологии; Медиаобразование (Media Education); Psychology in Russia: State of the Art; Человек и образование.
С 1992 года по настоящее время редактор, составитель и автор серии «Труды по социологии образования» (издано 30 выпусков).
Собкин В. С. является экспертом научно-технической сферы ФГБНУ НИИ РИНКЦЭ Министерства науки и высшего образования Российской Федерации (Свидетельство № 08-02676 от 28.03.2019 г.).

## Награды и звания
- Медаль ордена «За заслуги перед Отечеством» II степени (2004)[6];
- Заслуженный деятель науки Российской Федерации (2008)[7];
- Орден почета (2019)[8];

- Медаль «В память 850-летия Москвы» (1997);
- Медаль К. Д. Ушинского (1998);
- Почетная грамота Министерства образования РФ, (Приказ № 13-17 от 17.04.2000);
- Нагрудный знак «Почетный работник общего образования РФ» (2003);
- Золотая медаль Российской академии образования «За достижения в науке» (2008);
- Медаль Российской академии образования имени В. В. Давыдова (2013);
- Почетная грамота Российской академии образования «За большой вклад в развитие научных исследований по актуальным проблемам образования» (2017);
- Медаль Российской академии образования имени Л. С. Выготского (2020);
- медаль Л. С. Выготского Министерства просвещения Российской Федерации (2023), Приказ Минпросвещения России от 7 февраля 2023 г. № 27/н.
- медаль Российской академии образования имени М. Н. Скаткина (2023);
- Почетная грамота Министерства науки и высшего образования РФ (Приказ № 921к/н от 10.10.2023);
- Благодарственное письмо Министерства науки и высшего образования РФ. За вклад в развитие психологической науки, образования и организацию психологической помощи населению Российской Федерации. (2023);
- Почетная грамота Президиума Российского психологического общества. За победу в номинации «Рецензируемая научная монография за 2022 год». «Трагикомедия исканий» Льва Выготского: опыт реконструкции авторских смыслов» (2023);
- Лауреат премии Президента Российской Федерации в области образования[9] за 2001 год (2002);
- Победитель Национального психологического конкурса «Золотая Психея»[10]:
  - 2015 год. Номинация «Событие года в жизни сообщества». «Всероссийская конференция с международным участием „От истоков к современности“ 130 лет организации психологического общества при Московском университете»[11];
  - 2016 год. Номинация «Книга года по психологии». «Психология девиантности. Дети, Общество, Закон» (Коллективная монография)[12];
  - 2022 год. Номинация «Книга года по психологии». «Трагикомедия исканий Льва Выготского: опыт реконструкции авторских смыслов» (Авторская монография)[10];
  - Лауреат Национального психологического конкурса «Золотая Психея»;
  - 2023 год. Номинация «Событие года в жизни сообщества». Всероссийская научно-практическая конференция «Проблемы психологии искусства».

## Деятельность
В 1992 году избран членом-корреспондентом РАО, с 2001 года — действительный член (академик) РАО. В 2004 г. В. С. Собкину было присвоено ученое звание профессора по специальности психология личности, акмеология. Участвовал в разработке «Концепции общего среднего образования» (ВНИК «Школа» — 1988 г.), «Концепции художественного образования и эстетического воспитания» (ВНИК «Школа» — совместно с В. А. Левиным, 1988 г.), руководил (совместно с В. С. Лазаревым) разработкой Программы Министерства образования РФ «Российское образование в переходный период: программа стабилизации и развития» (1991 год), принимал участие в разработке проекта отдельных статей Закона «Об образовании» (1992 г.), проекта Закона «Об изменениях и дополнениях в „Закон об образовании“» (1996 г.), проекта Указа Президента «О поддержке Российской Федерацией интеграционных процессов в области образования в Содружестве Независимых Государств» N 902 (1996 г.), проекта Закона «О негосударственном образовании», Федерального государственного образовательного стандарта дошкольного образования (2003 г.) и целого ряда нормативных документов Министерства образования РФ. Результаты исследований Центра социологии образования ФБГНУ «ИУО РАО» под руководством Собкина В. С., касающиеся бюрократизации учительской профессии были учтены при обсуждении принятии Закона «О внесении изменений в Федеральный закон „Об образовании в Российской Федерации“», от 14 июля 2022, № 298-ФЗ.
С 1993 года директор-организатор и руководитель Государственного научного учреждения Центр социологии образования (Институт социологии образования с 2008 года, см. выше) РАО, который является головной организацией в Комплексных программах РАО «Социология образования» и «Образование в российском социуме: социокультурная динамика и институциональные трансформации». В рамках этих программ выполнено большое число социологических исследований направленных на изучение учительства как социально-профессиональной группы, на выявление типологических социокультурных особенностей образовательных ситуаций в Российской Федерации, на анализ ценностных ориентаций учащихся общеобразовательных школ и студентов. С середины 90-х руководитель и автор целого ряда научно-исследовательских проектов выполненных в рамках Федеральных целевых программ «Развитие образования в России», «Дети России», «Дети Чернобыля», «Формирование установок толерантного сознания и профилактика экстремизма в российском сообществе (2001—2005)». По заказу ЮНЕСКО подготовлен аналитический доклад о девиантных проявлениях в подростковой субкультуре — «Подросток 90-х: движение в зону риска». По заказам целого ряда министерств и ведомств (Министерство образования Российской Федерации, Комитет по делам молодежи Российской Федерации, Московский комитет образования, Министерство по делам молодежи Республики Тыва и др.) коллективом ИСО РАО выполнено большое число научно-прикладных исследований, результаты которых были использованы при разработке региональных программ развития образования. В 2002 по результатам социологических исследований ИСО РАО (ЦСО РАО на тот момент) были представлены материалы к аналитическому докладу на Совете при Президенте Российской Федерации по культуре и искусству: «Культура и дети: проблемы формирования духовного мира подрастающего поколения».
С начала 90-х годов руководил крупномасштабными проектами по изучению подростковой и молодёжной субкультуры («динамика художественных интересов современных школьников», «старшеклассник в мире политики», «проблемы толерантности в подростковой субкультуре», «подросток: нормы, риски, девиации», «современный подросток в социальных сетях» и др.). Отдельные направления его исследований связаны с изучением учительства как социально-профессиональной группы, социологическими исследованиями студентов педагогических ВУЗов, аспирантов и научных сотрудников, занятых изучением проблем в сфере образования.
В различные годы являлся научным консультантом и соразработчиком региональных проектов по развитию образования (Республики Хакасия, г. Волжский и др.); в 1991—1992 гг. был соруководителем международного инновационного педагогического проекта «Metropolis», реализуемого в рамках сотрудничества Министерства образования Российской Федерации и Министерства культуры, науки и образования Нидерландов.
В 2011—2013 гг. в рамках международного сотрудничества ИСО РАО руководил проектом «Подросток на пространстве бывшего СССР, 20 лет спустя».

## Публикации
Основной круг научных интересов: социология образования; детская, возрастная и педагогическая психология; психология искусства; этнопсихология; психология общения; история психологии.
Автор более 800 научных трудов, которые опубликованы как в России, так и за рубежом. Значительная часть из них переведена на английский, французский, польский, иврит, португальский и др.
За последние годы опубликованы следующие монографии: «Социокультурный анализ образовательной ситуации в мегаполисе» (1992) — издано в США, «Динамика художественных предпочтений старшеклассников» (1992), «Жизненные ценности и отношение к образованию: кросскультурный анализ Москва-Амстердам» (1994), «Старшеклассник в мире политики» (1997), «Подросток с дефектом слуха: ценностные ориентации, жизненные планы, социальные связи» (1997) — издано в США, «Типы региональных образовательных ситуаций в Российской Федерации» (1998), «Российский подросток 90-х: движение в зону риска» (1998), «Воспитатель детского сада: жизненные ценности и профессиональные ориентации» (2000), «Подросток: виртуальность и социальная реальность» (2001) — издано в США, «Социология семейного воспитания: дошкольный возраст» (2002), «Проблемы толерантности в подростковой субкультуре» (2003), «Возрастные особенности формирования толерантности» (2003), «Толерантность в подростковой и молодёжной среде» (2004), «Подросток: виртуальность и социальная реальность» (2004), «Подросток: нормы, риски, девиации» (2005), «Социология дошкольного воспитания» (2006), «Социокультурные трансформации подростковой субкультуры» (2006), «Студент педагогического вуза: жизненные и профессиональные перспективы» (2007), «Отношение учителей к Единому Государственному Экзамену (по материалам социологического исследования)» (2009), «Фильм „Чучело“ глазами современных школьников» (2010), «Социология дошкольного детства» (2013), «Комментарии к театральным рецензиям Льва Выготского» (2015), «Современный учитель: жизненные и профессиональные ориентации» (2016), «Исследователь в сфере образования: эскизы к социально-психологическому портрету» (2018), «Подросток: особенности сексуального поведения» (2020), «Психология актёра: начало профессионального пути» (2021), Трагикомедия исканий Льва Выготского: опыт реконструкции авторских смыслов (2022) и др. Три монографии В. С. Собкина переведены на английский язык и изданы за рубежом: A Sociocultural Analysis of Educational Situation in the Megalopolis (1996); The Adolescent with a Hearing Disability: Value Orientations, Life Plans, Social Relations (1998); The Adolescent: Virtual and Social Reality (2004). За годы своей научной деятельности В. С. Собкин активно публиковался в ведущих отечественных научных журналах. Помимо многочисленных публикаций результаты своих исследований В. С. Собкин докладывал на большом числе общероссийских и международных конференций.
В. С. Собкин ведет большую работу по научному редактированию работ в области социальной и возрастной психологии, социологии образования. Под его редакцией вышли переводы монографий по социальным проблемам образования (П. Далина и В. Руста, 1994; Э. Дюркгейма, 1996; Т. Попкевица, 1998). Под руководством В. С. Собкина Институт социологии образования РАО стал научным учреждением, в котором с высокой эффективностью разрабатываются проблемы социологии. Выполненные в этом научном центре работы получили признание научной и педагогической общественности. Под научным руководством В. С. Собкина успешно защищено большое число кандидатских диссертаций по социальной психологии, возрастной психологии и педагогике, а также большое число дипломных работ в ведущих вузах страны. В. С. Собкин является членом советов по защитам кандидатских и докторских диссертаций по психологии (МГУ им. М. В. Ломоносова, МПГУ). Помимо этого он ведет большую педагогическую работу. Он читает авторские спецкурсы «Социология образования», «Методы социологических исследований», «Психология массового сознания», «Психология подросткового возраста», «Психология искусства» и др.) в различных вузах России и за рубежом.
В. С. Собкин является научным редактором сборников статей «Труды по социологии образования» (всего издано 30 выпусков). . В.С. Собкин член редакционных советов журналов: Вопросы психического здоровья детей и подростков; Казанский педагогический журнал; Теоретическая и экспериментальная психология; Современное дошкольное образование; New ideas in child and educational psychology; Вестник МГУ. Серия 14: Психология; Национальный психологический журнал; Вопросы психологии; Медиаобразование (Media Education); Psychology in Russia: State of the Art; Человек и образование.
. Выступал более чем на 300 научных и научно-практических конференциях в России и за рубежом, участвовал более чем в 30 телевизионных и радиопередачах.